# Live Jazz nad Odrą 1975
Live Jazz nad Odrą 1975 – album koncertowy polskiej grupy rockowej SBB, wydany 22 czerwca 2013 roku przez wytwórnię GAD Records. Zawiera zapis koncertu grupy, który odbył się we wrocławskiej Hali Ludowej w ramach festiwalu Jazz nad Odrą w dniu 23 marca 1975. 
W programie koncertu znalazły się utwory, które zespół przygotowywał od początku 1975 roku, a których nigdy wcześniej nie wykonał na żywo. Część z nich została później zarejestrowana w wersjach studyjnych i trafiła na albumy Nowy horyzont ("Wolność z nami") i Pamięć ("Pamięć w kamień wrasta" i "Z których krwi krew moja") a także podczas radiowych sesji nagraniowych zespołu. Ponadto w trakcie koncertu muzycy wykonali solówki fortepianowe, perkusyjne i basowe.

## Lista utworów
Album zawiera utwory:
1. Pamięć w kamień wrasta – 16:37
2. Fos – 03:21
3. Szalony Grześ – 04:18
4. Bass – 03:46
5. Ku pamięci – 00:56
6. Drums – 02:50
7. Wolność z nami (I) – 06:20
8. Z których krwi krew moja – 11:10
9. Piano – 05:29
10. Toczy się koło historii – 05:16
11. Wolność z nami (II) – 12:38

- muzyka: Józef Skrzek (1-5, 8-10), Jerzy Piotrowski (6), SBB (7, 11)
- słowa: Julian Matej (1, 8)

## Muzycy
Twórcami albumu są:
- Józef Skrzek – śpiew, gitara basowa, fortepian, harmonijka ustna, syntezator Davolisint
- Apostolis Anthimos – gitara
- Jerzy Piotrowski – perkusja